# Avrigny
Avrigny település Franciaországban, Oise megyében. Lakosainak száma 401 fő (2022. január 1.). Avrigny Bailleul-le-Soc, Choisy-la-Victoire, Épineuse és Sacy-le-Grand községekkel határos.

## Népesség
A település népességének változása:
| Lakosok száma | 357  | 367  | 375  | 373  | 379  | 384  | 390  | 391  | 401  |
|               | 2013 | 2015 | 2016 | 2017 | 2018 | 2019 | 2020 | 2021 | 2022 |